# Charles W. LaRue
Charles W. LaRue (1 augustus 1922 - 1 november 2006) was een Amerikaanse jazz-trombonist en arrangeur. Tijdens zijn studie aan de North Texas State Teachers College, in het begin van de jaren veertig, maakte hij deel uit van de Aces of Collegeland. Hij speelde onder meer bij het orkest van Tommy Dorsey (1946-1947) en in de bigband van Tommy Pederson.